# Aksum
Axum hay Aksum (tiếng Tigrinya: ኣኽሱም Ak̠ʷsəm, tiếng Amhara: አክሱም Ak̠sum) là một thành phố ở bắc Ethiopia. Nó có dân số 56.500 người (2010) và về mặt hành chính như một đô thị cấp huyện.
Đây là thủ đô ban đầu của Vương quốc Aksum và là một trong số những thành phố có người ở lâu đời nhất tại châu Phi. Axum trước đây là một cường quốc hải quân và thương mại, cai trị khu vực từ khoảng 400 TCN cho đến thế kỷ thứ 10. Năm 1980, các địa điểm khảo cổ của nó đã được UNESCO công nhận là Di sản thế giới nhờ giá trị lịch sử của nó.
Về mặt hành chính, thành phố này nằm tại khu vực Mehakelegnaw, thuộc vùng Tigray, gần chân núi Adwa. Độ cao tại đây là 2.131 mét (6.991 ft) so với mực nước biển và được bao quanh bởi huyện La'ilay Maychew.

## Lịch sử
Axum là trung tâm của sức mạnh kinh doanh hàng hải được gọi là Vương quốc Aksumite, được đề cập sớm nhất trong các tác phẩm thời La Mã cổ đại. Khoảng năm 356 TCN (CE), nó đã được chuyển sang Thiên chúa giáo bởi Frumentius. Dưới thời trị vì của Kaleb, Axum là một đồng minh thân cận của Byzantium chống lại Đế quốc Sasan theo chủ nghĩa Hỏa giáo.
Người ta tin rằng, nó đã bắt đầu trải qua sự suy giảm chậm và kéo dài sau thế kỷ thứ 7, một phần do người Ba Tư và sau đó người Ả Rập đã không còn thường xuyên sử dụng các tuyến đường thương mại qua Biển Đỏ cũ. Cuối cùng Aksum bị cắt đứt khỏi các thị trường chính ở Alexandria, Byzantium và Nam Âu và phần thương mại của nó đã bị bắt bởi các thương nhân Ả Rập.
Bia Aksum nằm trên cao nguyên Tirgay, miền bắc Ethiopia, vốn là thủ đô của một nhà nước quan trọng phát triển mạnh trong bảy thế kỷ đầu Công nguyên, có mối quan hệ thương mại với miền đông Địa Trung Hải, Ả Rập và Ấn Độ. Ngày nay, nơi này là một trung tâm hành chính và thương mại địa phương, là địa điểm có ý nghĩa quan trọng đối với Giáo hội chính thống Ethiopia, giáo lý Cơ đốc được giới cầm quyền Aksum thông qua vào đầu thế kỷ 4. Thế nhưng, đây là một bia khổng lồ bằng đá nguyên khối, chạm trổ công phu mang đặc điểm truyền thống Aksumi nổi bật, cùng nhiều đặc điểm khác. Cuộc khai quật do Menelik I, con trai của Solomon và Hoàng hậu Sheba tiến hành cho thấy, chúng là những vật đánh dấu phần mộ, nhất là có niên đại từ thế kỷ 3 đến thế kỷ 4. Khi giáo lý Cơ đốc được thông qua, việc sản xuất các bia lớn bị bãi bỏ.

## Kích thước và trang trí
Bia ở Aksum rất đa dạng - từ phiến đá chưa gia công có chiều dài chưa đến 1 m đến Bia 1, dài nhất, chạm trổ công phu nhất, hiện nay đã ngã và vỡ vụn. Ban đầu Bia 1 phải nặng đến 520 tấn, nếu như dựng lên phải cao đến 30 m. Sự khác biệt giữa các bia rõ ràng liên quan đến của cải và thân thế của những cá nhân dùng bia để đánh dấu phần mộ của mình. Công phu nhất và lớn nhất tập hợp thành nhóm trong một khu vực trung tâm, xây dựng như một dải đất bằng, tạo bậc khổng lồ nhìn xuống thành phố.
Bia 1, được chạm trổ tượng trưng cho một toà nhà cao 13 tầng rất công phu, vượt trội về sự đồ sộ, nếu không nói cả về chiều cao, so với các cột tháp lớn nhất thời Ai Cập cổ đại. Đây có thể là tảng đá nguyên khối lớn nhất mà con người từng dựng thẳng xưa nay. Đây chỉ là một trong những bia Aksum nổi tiếng, hiện nay người ta đang nghiên cứu cách bố trí ban đầu. Họ dự tính đặt phía sau sân có tường bao khoảng 17 m × 8 m, ngay phía sau vách tường trước của dải đất bằng cách tạo bậc đựng bia, với các lối vào một kho lăng mộ phức hợp đồ sộ đặt ở mỗi cạnh. Theo sơ đồ ban đầu, có thể người xưa muốn dựng bia ở một cao trình cao hơn, lấp kín khu lăng mộ trước khi khởi công. Rất có thể bia chưa hề được dựng thành công và trong lúc dựng bia đã đổ và vỡ vụn.
Sáu trong số các bia ở Aksum đều chạm trổ biểu trưng hình ảnh các toà nhà cao tầng. Bất chấp sự so sánh kỳ khôi với các ngôi chùa Ấn Độ trong thế kỷ 19, ngày nay chúng được công nhận khi mô tả một hình thức phóng đại kiến trúc Aksum đương đại. Người ta tìm thấy những bia tương tự có chạm các toà nhà vào niên đại sau này, như Tu viện ở Debra Damo cách nơi này khoảng 80 km về phía đông. Mặc dù bia mô tả các toà nhà cao đến 13 tầng, nhưng không có chứng cứ nào cho rằng các toà nhà ở Aksum lúc ấy cao từ hai tầng trở lên, hay cao nhất là ba tầng. Tuy nhiên, các toà nhà cao hơn có kiểu dáng liên quan lại được dựng ở Nam Ả Rập.
Trong mặt cắt ngang bia, hoặc hình chữ nhật đơn giản, hoặc lõm vào giữa ở một, hai, hay bốn cạnh, giống như sơ đồ mặt bằng của các toà nhà Aksum. Các dải nằm ngang thụt vào tường có chạm trổ tượng trưng cho rầm gỗ. Phía trên mỗi rầm trong số này là nhiều hàng vấu lồi tròn, mô phỏng các đầu mút nhô (thường gọi là "đầu khỉ") của các rầm đặt thẳng góc so với đường thẳng của vách tường để gia cố và trong một số trường hợp để làm gối đỡ các sàn bên trong. Ở chân bia có một cửa giả phía trước, đôi lúc ở phía sau. Cửa được chạm trổ giống như ô cửa ra vào bằng gỗ có các phần nhô ra hình vuông ở các góc để bắt chước các rầm biên. Trong một số trường hợp, cửa giả còn thể hiện một ổ khoá hay vòng nắm cửa tượng trưng. Phía trên một số cửa giả có một dải nằm ngang trang trí hình răng theo chiều thẳng đứng dưới dạng biểu đồ, các tấm ván theo chiều thẳng đứng đôi lúc chèn vào vị trí này vẫn còn nguyên ở Debra Damo. Các tầng trên được nhận biết bằng một dãy cửa sổ. Ở bia lớn nhất, cửa sổ ở ba tầng trên mô tả hoạ tiết hình mảng phức hợp hầu như giống với các minh hoạ bằng gỗ hiện còn ở Debra Damo. Ở đỉnh tròn của mỗi bia là các mặt lõm đơn hay kép, với một hay hai vùng làm lõm phía trước gắn tấm bảng kim loại có chốt giữ. Hầu hết bia đều có bản đế được chạm trổ công phu, có thể là nơi đặt lễ vật.